# Дудин, Аркадий Кириллович
Аркадий Кириллович Дудин — советский хозяйственный и политический деятель.

## Биография
Родился в 1925 году в деревне Серыши. Член КПСС.
Окончил Кировский педагогический институт.
Участник Великой Отечественной войны: разведчик, старший разведчик-наблюдатель 272-го гвардейского миномётного полка.
В 1950—1961 гг. — учитель, завуч, директор Киселевской семилетней школы, Круглыжской, Ацвежской средних школ Свечинского/Котельничского района, в 1961—1964 гг. — заведующий Котельничским РОНО, в 1964—1965 гг. — заведующий идеологическим отделом парткома Котельничского производственного колхозно-совхозного управления, в 1965—1976 гг. — секретарь, второй, первый секретарь Котельничского райкома партии, в 1976—1986 гг. — заведующий отделом организационно-партийной работы Кировского обкома КПСС, в 1986—1991 гг. — преподаватель, ректор Кировского института повышения квалификации сельскохозяйственных кадров.
Делегат XXIV съезда КПСС.
Умер в 2000 году в Кирове.

## Награды
- Орден Октябрьской Революции (1971)
- Орден Отечественной войны I степени (06.04.1985)
- Орден Отечественной войны II степени (17.05.1945)
- Орден Красной Звезды (29.11.1943)
- Орден Знак Почёта (1976)
- Орден Славы III степени (04.02.1945)